# 赵振堂
赵振堂（1961年5月—），男，福建福州人，中国加速器和自由电子激光技术专家，中国科学院上海高等研究院副院长、上海光源科学中心主任，中国工程院院士。